# Jeff Morrow

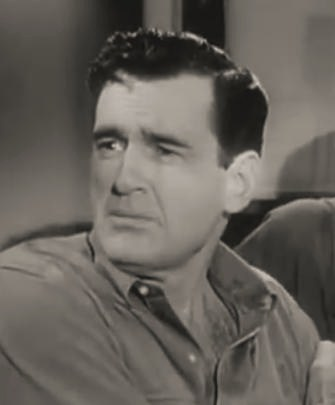
Jeff Morrow, 1957

Leslie Irving „Jeff“ Morrow (* 13. Januar 1907 in New York City, New York; † 26. Dezember 1993 in Canoga Park, San Fernando Valley, Kalifornien) war ein US-amerikanischer Schauspieler.

## Leben
Morrow begann seine Schauspielkarriere 1927. Drei Jahre später hatte er sein erstes Engagement am Broadway. Bis 1942 spielte er unter anderem in den Shakespeare-Produktionen Ein Sommernachtstraum als Lysander, in Romeo und Julia als Tybalt sowie in Macbeth als Seton. Zu dieser Zeit trat er unter dem Namen Irving Morrow auf.
Danach diente er während des Zweiten Weltkriegs in der U.S. Army. Anschließend kehrte er an den Broadway zurück, diesmal jedoch unter dem Namen Jeff Morrow, den er für den Rest seiner Karriere beibehielt. Unter anderem spielte er 1950 in Sam Wanamakers Adaption von Henrik Ibsens Die Frau vom Meer neben Herbert Berghoff und Eli Wallach. Bereits seit 1950 spielte Morrow Gastrollen in Fernsehserien, nach seinem letzten Broadwayauftritt im Juni 1952 konzentrierte er sich auf seine Filmkarriere.
Sein Spielfilmdebüt hatte er als Paulus im Monumentalfilm Das Gewand an der Seite von Richard Burton, Jean Simmons und Victor Mature. Nach einigen weiteren Auftritten in Nebenrollen erhielt er 1955 die Hauptrolle in dem Science-Fiction-B-Movie Metaluna IV antwortet nicht. In der Folge spielte er Hauptrollen in weiteren, dem Genre des B-Movie zuzuordnenden Horror- und Science-Fiction-Filmen sowie Western. Mit dem Abflauen der Popularität des Genres arbeitete Morrow wieder verstärkt für das Fernsehen und trat in Seriengastrollen auf, unter anderem in Bonanza und Die Leute von der Shiloh Ranch. Anfang der 1970er Jahre trat er noch einmal in zwei Horrorfilmen auf, bevor er 1973 eine der Hauptrollen in der zweiten Staffel der Sitcom Temperatures Rising erhielt. Diese wurde jedoch nach dem Ende der Staffel eingestellt, worauf sich Morrow 1975 aus dem Showgeschäft zurückzog. 1986 trat er in einer Gastrolle der Serie Twilight Zone ein letztes Mal im Fernsehen auf.
Morrow war bis zu seinem Tod mit der Schauspielerin Anna Karen Morrow verheiratet, aus der Ehe ging eine Tochter hervor.

## Filmografie (Auswahl)
- 1953: Das Gewand (The Robe)
- 1954: Attila, der Hunnenkönig (Sign of the Pagan)
- 1955: Metaluna IV antwortet nicht (This Island Earth)
- 1955: Wenn die Ketten brechen (Captain Lightfood)
- 1956: Das Ungeheuer ist unter uns (The Creature Walks Among Us)
- 1957: Angriff der Riesenkralle (The Giant Claw)
- 1957: Kronos
- 1960: Das Buch Ruth (The Story of Ruth)
- 1961: Bonanza
- 1963: Westlich von Santa Fé (The Rifleman)
- 1963: Die Leute von der Shiloh Ranch (The Virginian)
- 1971: Blutige Verschwörung (Blood Legacy)
- 1971: Octaman – Die Bestie aus der Tiefe (Octaman)
- 1973: Temperatures Rising
- 1986: Twilight Zone